# Zoo Liberec
Koordinaten: 50° 46′ 38″ N, 15° 4′ 52,5″ O
Der Zoo Liberec ist der älteste zoologische Garten in der ehemaligen Tschechoslowakei und wurde 1919 von der Stadt Liberec gegründet.
Der Zoo Liberec beherbergt rund 160 Tierarten (z. B. Goldtakin, Bergpapagei Kea, Berberlöwe, Roter Panda, Asiatischer Elefant, Waldrentier, viele Affenarten (Mantelpavian, Weißwangen-Schopfgibbon, Bartaffe, Schimpansen), Erdmännchen, Netzpython, weißer Königstiger, die vier größten Arten europäischer Eulen, zahlreiche Raubvögel und Vertreter des asiatischen Vogelreichs). 80–90 Mitarbeiter arbeiten im Zoo.

## Anlagen

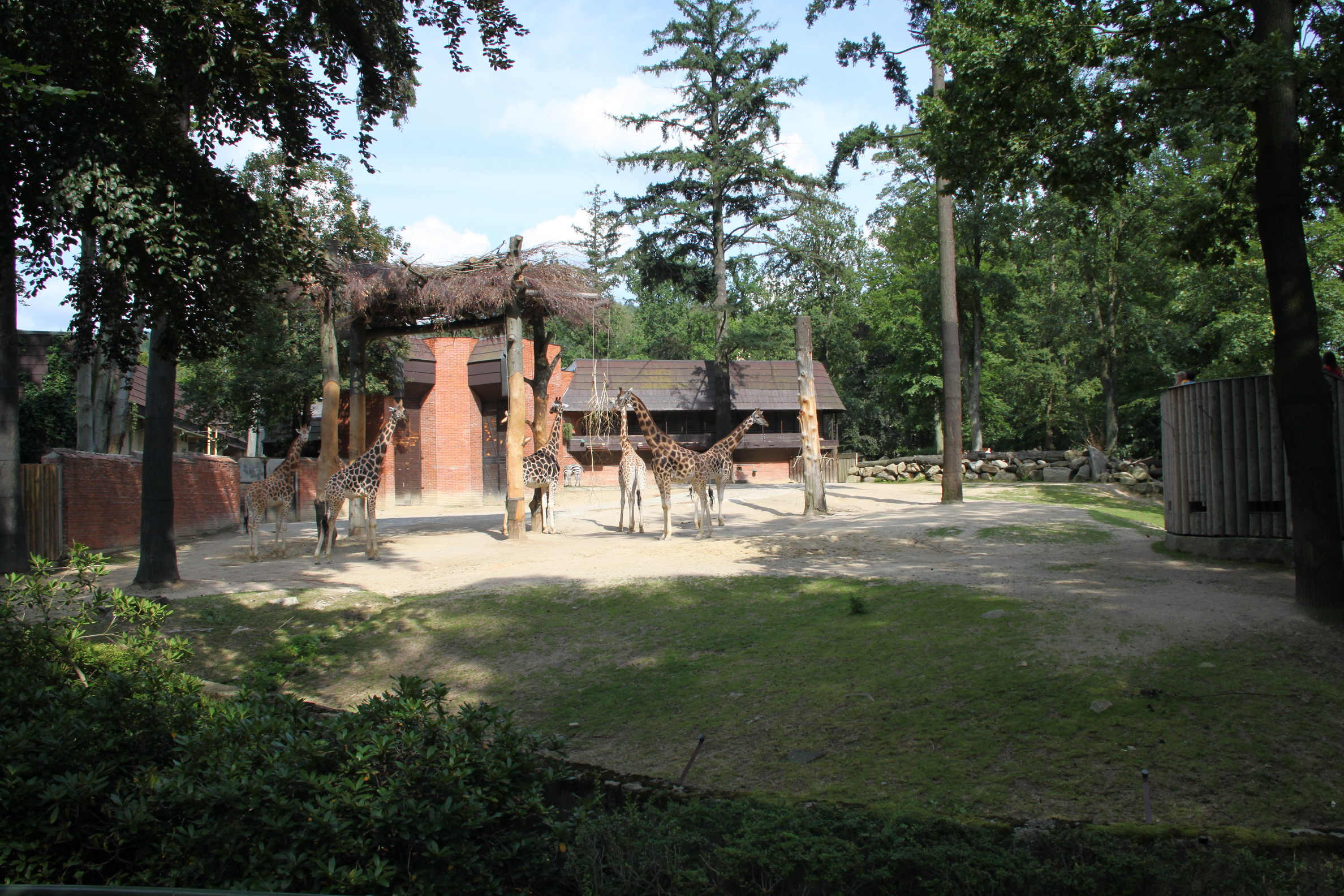
Giraffenpavillon

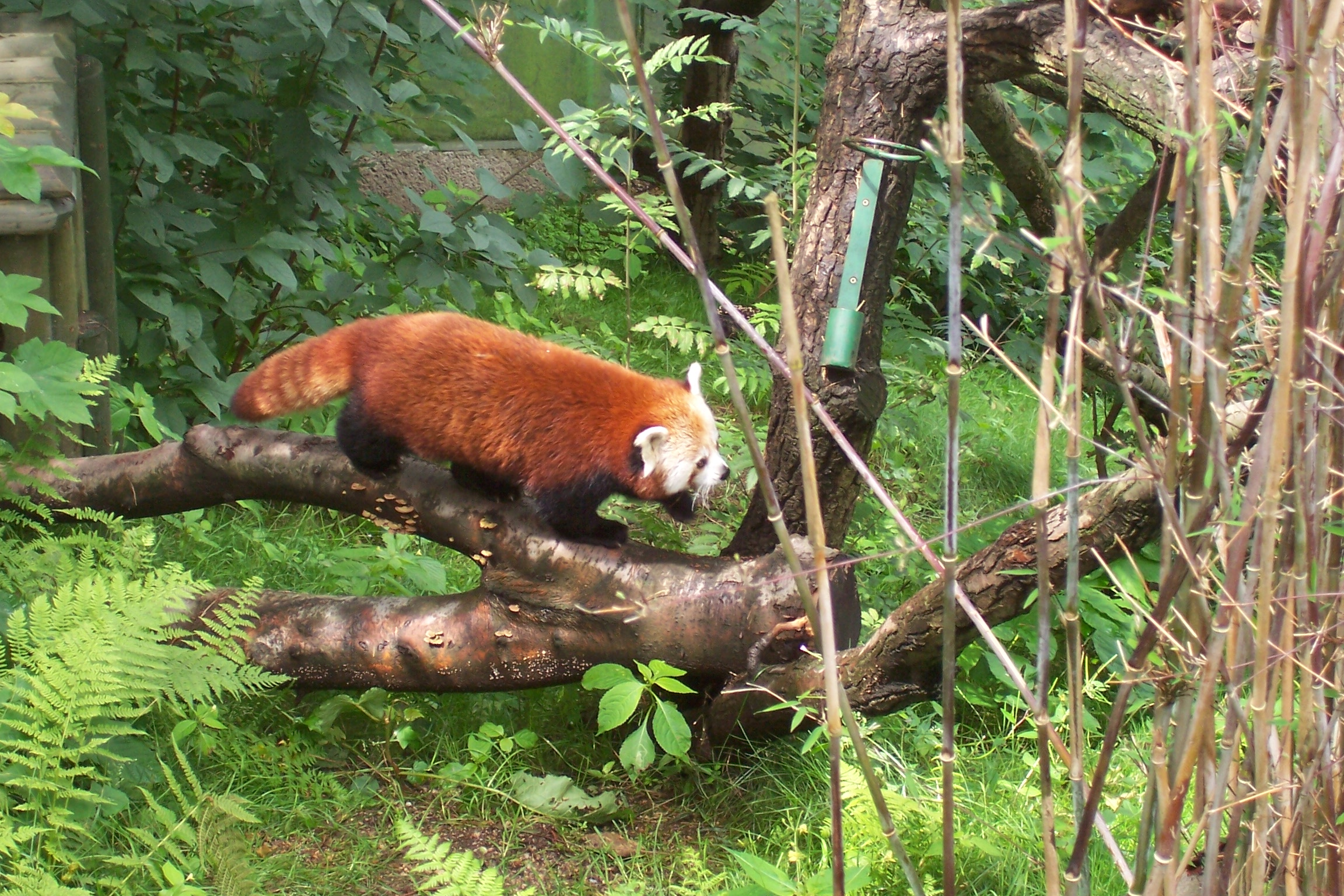
Roter Panda im Zoo Liberec

Das Elefantenhaus stellt das älteste Objekt im Zoo Liberec dar. Er wurde im Jahre 1972 erbaut. Das Affenhaus wurde 1995 erbaut und stellt das Zuhause der größten Schimpansenzucht in Tschechien dar. Der Bau des Tropenhauses wurde im Juni 1998 begonnen und zwei Jahre später feierlich eröffnet. Er ist ein Zuhause für viele typische Vertreter der tropischen Urwälder in Afrika, Mittel- und Südamerika, Indomalaysien und Australien geworden. Ein Pavillon für die Flamingos einschließlich dem Gehege wurde im Dezember 2003 eröffnet. Das Raubtierhaus beherbergt Löwen und Bengaltiger. Des Weiteren gibt es eine Pinguinanlage und Raubvogelvolieren.
Ein ca. 2 km langer Rundweg führt durch das Zoogelände.